# Evel
A Expresso Veraneio Ltda. (conhecida pelo acrônimo EVEL) foi uma empresa privada de transporte público intermunicipal por ônibus operante no município brasileiro de Viamão, no Rio Grande do Sul. Foi fundada em 23 de dezembro de 1963. Suas linhas atendiam as regiões da Vila Augusta, Cecília, Vila Júlia e o Loteamento Parque Índio Jari, em Viamão. Junto com a SOUL, Itapuã, Viamão e VAP, a EVEL era uma das cinco empresas que operavam o transporte intemunicipal na cidade.
Em 2011, a empresa foi adquirida pela Nortran Transportes Coletivos. Desde então, a EVEL e a Nortran passaram a ser pertencentes ao mesmo proprietário.
Em 2018, a EVEL foi adquirida pela Empresa Viamão, que assumiu as linhas operadas, e centralizou as informações em seu site.